# Битва за форты Дагу (1900)
Битва за форты Дагу или Взятие фортов Дагу — сражение в Китае во время восстания ихэтуаней 1898—1901 годов Произошло у Дагу (иначе Таку или Тангу) в устье реки Пейхо (Хайхэ) ночью и утром 4 (17) июня 1900 года между китайскими гарнизонами фортов Дагу и силами международной коалиции — десантным отрядом и отрядом кораблей.

## Ситуация перед боем
В мае 1900 года в связи с активизацией ихэтуаней, угрожавших безопасности иностранцев в Китае, международная коалиция (Великобритания, Германия, Россия, Франция, США, Япония, Италия и Австро-Венгрия) направила в Чжилийский залив к устью р. Пейхо мощную эскадру и ввела десантные отряды в Посольский квартал Пекина и международный сеттльмент Тяньцзиня. Связь этих отрядов с эскадрой осуществлялась по железной дороге от Пекина до станции Тангу близ устья р. Пейхо, а далее до моря — мелкосидящими судами. Однако у Дагу, где впадающая в море р. Пейхо делает несколько петель, находились укрепления, занятые китайскими войсками, которые, таким образом, контролировали коммуникации союзников. К середине июня китайское правительство перешло к прямой поддержке ихэтуаней. Гарнизоны фортов Дагу были усилены, китайцы проводили минирование устья р. Пейхо.
16 июня на борту русского броненосного крейсера «Россия» на внешнем рейде Дагу состоялось совещание адмиралов союзных эскадр под председательством старшего флагмана — русского вице-адмирала Я. А. Гильтебрандта. Командующие отрядами кораблей России, Англии, Франции, Германии, Японии, Италии, Австро-Венгрии предъявили коменданту крепости генералу Ло Юнгуаню ультиматум с требованием к 2 часам ночи 17 июня передать форты Дагу под международный контроль. Американский командующий заявил о сохранении нейтралитета. Комендант Ло Юнгуань после вручения ультиматума, переданного командиром русского миноносца лейтенантом Бахметьевым, запросил по телеграфу инструкций от наместника Чжилийской провинции Юй Лу и получил в ответ приказ — не отдавать форты иностранцам.

## Силы сторон
Устье Пейхо в Дагу защищало пять фортов — два на северном и три на южном берегу реки, способные держать под обстрелом речное пространство на протяжении 12 верст. Форты имели довольно примитивные земляные укрепления с поверхностным бетонированием; на батареях находилось 177 орудий, из которых только 19 орудий было современного типа (английских и немецких: 2 240-мм, 2 210-мм и 3 150-мм и 8 120-мм скорострельных Круппа, 4 152-мм скорострельных Армстронга. Они имели круговой обстрел) и 46 нарезных картузных казнозарядных пушек - 21 150-мм и 2 127-мм Вавассера на станках с круговым обстрелом и 23 8-см на полевых станках; также имелись прожектора. Наиболее сильные укрепления у китайцев были со стороны реки, со стороны суши защита фортов была слабой, что делало их уязвимыми от удара с тыла. Гарнизоны фортов составляли 3,5 тысячи обученных и вооруженных по-европейски солдат. Сухопутные силы прикрывала китайская военная флотилия — четыре миноносца («Хай Хуа», «Хай Лун», «Хай Цин», «Хай Си») на реке у Дагу и бронепалубный крейсер 2-го ранга «Хай-Тиен» на внешнем рейде.

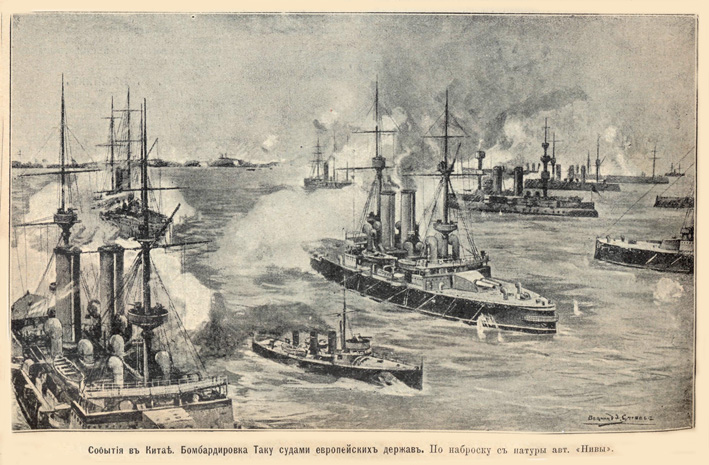
Союзная эскадра перед Дагу. 1900. Иллюстрация из журнала «Нива»

Большие корабли международной эскадры из-за осадки не могли участвовать в атаке фортов Дагу. Для действий против китайских укреплений были выделены: от русской эскадры — канонерские лодки «Бобр», «Кореец», «Гиляк», миноносцы № 204 и 207; от английской — канонерка «Альжерин», контрминоносцы (эсминцы) «Фэйм» и «Вайтинг»; от французов — канонерка «Лион», от немцев — канонерка «Ильтис», от японцев — канонерка «Акаги» и контрминоносец «Кагеро». На всех кораблях имелось 43 орудия и пять пулеметов («Бобр», «Кореец» и «Гиляк» имели вооружение из 1 229-мм, 2 203-мм, 1 120-мм, 2 152-мдм, 5 75-мм, 10 107-мм, 6 47-мм, 10 37-мм орудий, 3 десантных пушек Барановского и 2 пулемётов.  «Лион», «Альжерин» и «Ильтис» - 2 138-мм, 6 102- и 2 100-мм, 4 88-мм, 4 47-мм, 15 37-мм орудий и 3 пулемёта).
Общее командование союзной речной флотилией осуществлял, как старший флагман, командир канонерки «Бобр» капитан 1-го ранга А. Н. Добровольский. В 17 часов вечера он собрал на «Бобре» военный совет командиров лодок и миноносцев, на котором был выработан порядок боя и расположение судов. Корабли поднялись по реке и встали двумя отрядами: русские и англичане ниже по течению, прямо напротив Северо-Западного форта (форт № 4); немецкая, французская и японская канонерки — выше, рядом с Дагу. Русские миноносцы и японский контрминоносец остались в устье реки для наблюдения за «Хай-Тиеном».

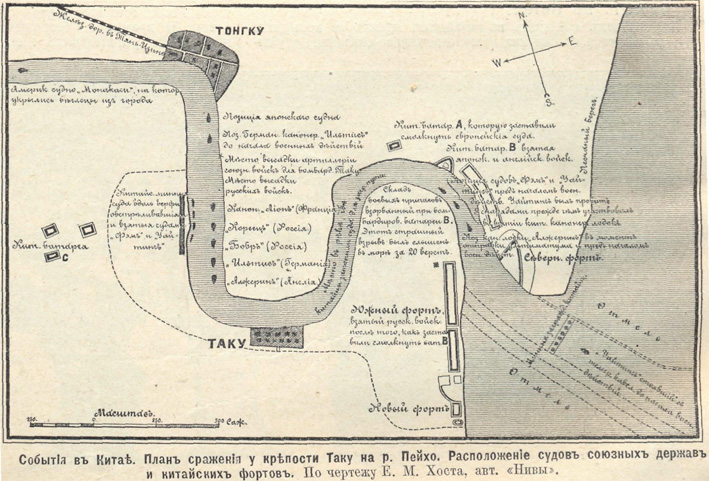
Карта фортов Дагу. 1900. Иллюстрация из журнала «Нива»

На станции Дагу стоял бивуаком международный отряд под командованием германского капитана Гуго Поля: 350 английских матросов, 329 японских, 140 немецких, 50 австрийских и 25 итальянских. Вечером к ним присоединился отряд в 186 русских солдат — сводная рота поручика Станкевича, доставленная 16 июня к Дагу на крейсере «Адмирал Корнилов» и немедленно переброшенная на баржах к Тангу. Таким образом, общая численность десантного отряда союзников увеличилась до 953 человек По другим данным, союзный отряд состоял из 184 русских, 329 японцев, 250 англичан и 140 немцев всего — 903 человека (без учета австро-венгров и итальянцев) (Морской сб. 1901. № 2. С. 20).

## Ночной бой канонерских лодок
В 0 часов 50 минут 17 июня, до истечения срока ультиматума, батареи китайских фортов открыли артиллерийский огонь по канонерским лодкам союзников. Огонь велся по заранее намеченным целям, но китайцы не учли отлива, поэтому первые снаряды пролетали над кораблями союзников. Канонерки «Бобр», «Гиляк», «Кореец» и «Альжерин» открыли ответный огонь по Северо-Западному форту. Вскоре к ним присоединились, спустившись по реке, немецкая канонерка «Ильтис» и французская «Лион». Японская канонерка из-за неполадок в машине осталась у Тангу. Английские контрминоносцы «Фэйм» и «Вайтинг» при поддержке пулеметного огня с канонерки «Гиляк» атаковали стоявшие у арсенала Дагу китайские миноносцы. Их команды пытались отстреливаться, но потом бежали на берег. Английские контрминоносцы отвели трофеи на буксире к Тангу, при этом один из китайских снарядов пробил у «Вайтинга» котел.

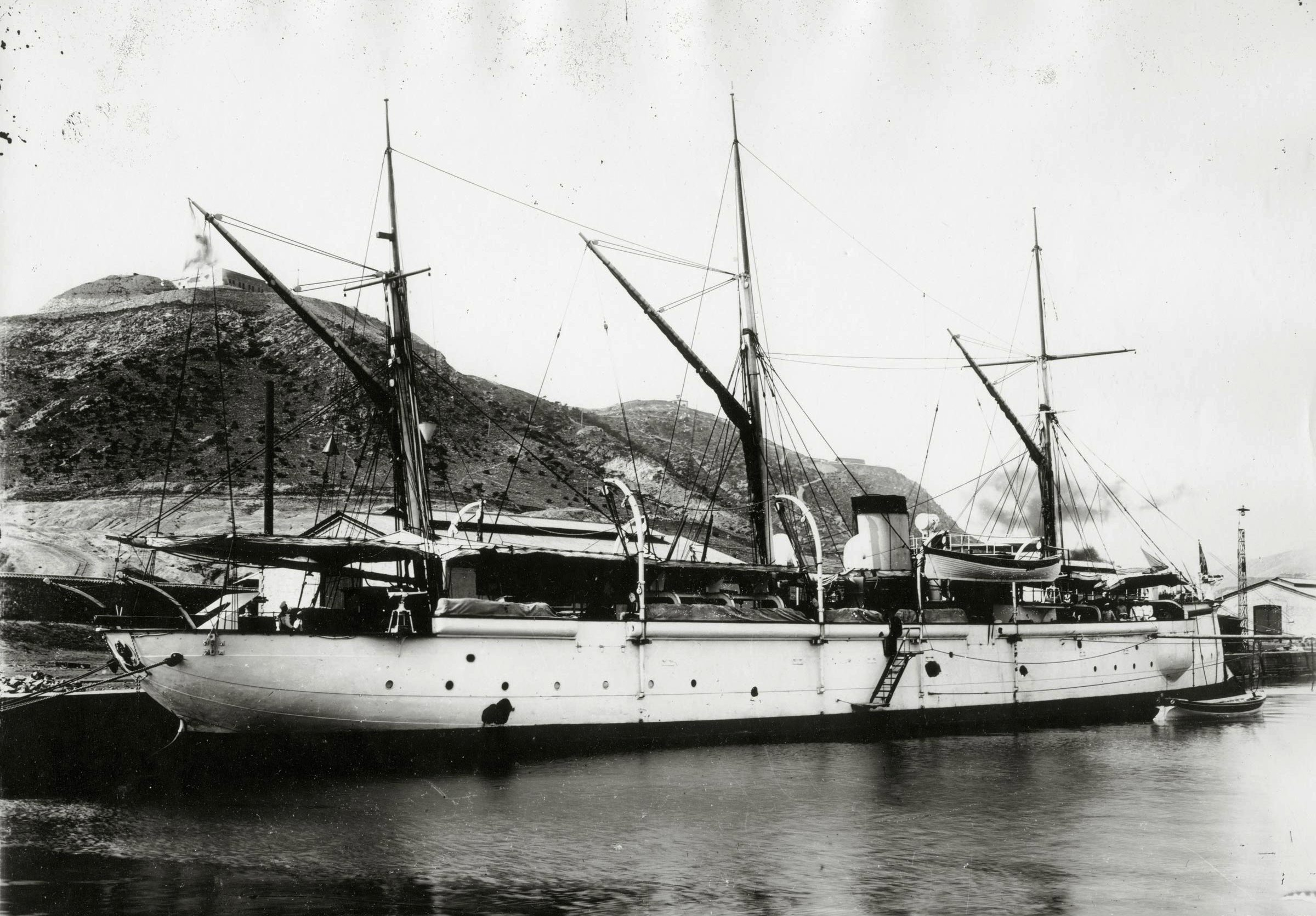
Канонерка «Кореец» после боя с китайскими фортами

Артиллерийский бой между канонерками союзников и китайскими фортами продолжался всю ночь на дистанции от 740 до 2400 метров. Постепенно китайские батареи пристрелялись и стали добиваться результативных попаданий в канонерки. Наиболее тяжело пострадал ближайший к фортам «Гиляк», освещавший их своими прожекторами. Второй 152-203-мм китайский снаряд попал в кочегарку, третий 152-203-мм пробил корпус ниже ватерлинии и вызвал взрыв в носовом снарядном погребе. На «Гиляке» было 4 убитых и 39 раненых. Вспыхнул сильный пожар; канонерка погружалась в воду, машина не действовала. Но команда справилась с огнём и подвела к пробоине пластырь. Пожар вспыхнул и на «Корейце», получившем шесть попаданий; на канонерке погибло 9 человек и 21 был ранен, имелись сильные разрушения, из-за пожара пришлось затопить крюйт-камеру. «Бобр» во время боя серьёзных повреждений не получил, осколком снаряда, попавшим в компрессор станка, выведено из строя 229-мм орудие. Ни убитых, ни раненых на лодке нет. Кроме русских канонерок значительно пострадал и немецкий «Ильтис», где 17 попаданиями была полностью разбита верхняя палуба, убито 5 и ранено 14 человек, включая капитана Ланца, потерявшего ногу.В «Лион» попало 3 снаряда и ранено 3 нижних чина, в «Алжерин» - 5 снарядов, ранено 2 офицера и 7 нижних чинов.  В 4 часа утра канонерки перенесли огонь на Северный форт (форт № 1). Трехчасовая бомбардировка не заставила китайский форт № 4 сдаться, однако главной задачей союзной флотилии было прогнать китайцев за брустверы — «подготовить артиллерийским огнём штурм фортов особо назначенной для этой цели штурмовой колонной».

## Утренний штурм фортов

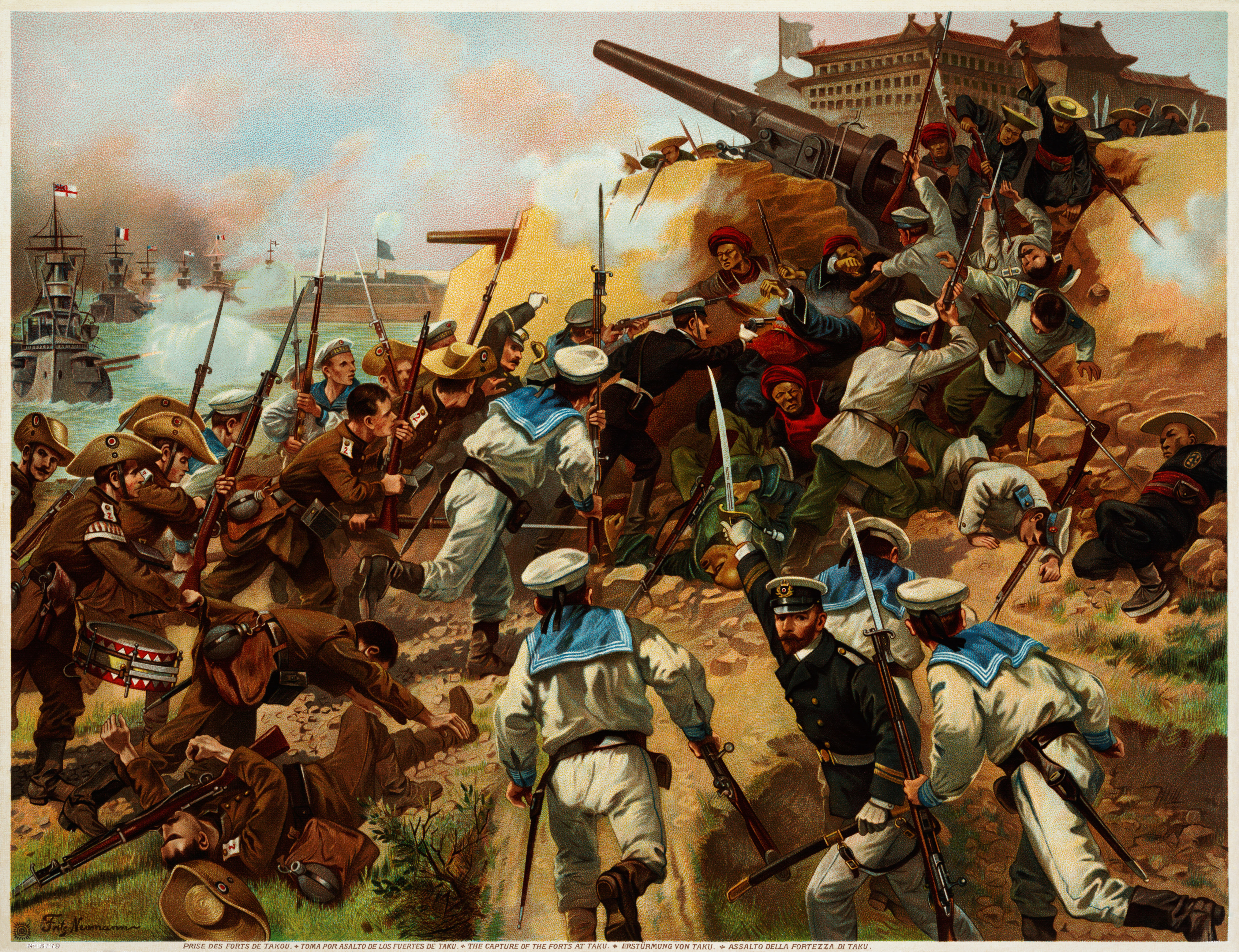
Штурм фортов Дагу союзниками

В 1 час ночи объединившиеся десантные отряды капитана Поля и поручика Станкевича начали марш от Тангу по левому берегу Пейхо в сторону северных фортов Дагу. Немецкий командир, не видя брешей в китайских укреплениях, был склонен отложить штурм, однако поручик Станкевич настоял на атаке с рассветом. В 4 часа утра союзники при поддержки нескольких японских десантных орудий двинулись тремя цепями на Северо-Западный форт. Прижав стрельбой китайских солдат на гребне вала, идущие в авангарде русские перешли по мосту водяной ров и выломали ворота форта, куда тут же ринулись шедшие до этого позади японцы, попав под картечный огонь стоявшей наискось к воротам китайской пушки. Японцы понесли наибольшие потери, погиб их командир капитан Хаттори. Не выдержав штыковой атаки, китайский гарнизон бежал. Над фортом был поднят английский флаг, а затем и флаги других держав-союзников, что приветствовали криками «ура!» со стоявших на реке канонерок (поручик Станкевич, у которого не оказалось русского флага, приколотил к флагштоку свой погон). Десантный отряд двинулся в сторону Северного форта, который китайцы оставили без боя.

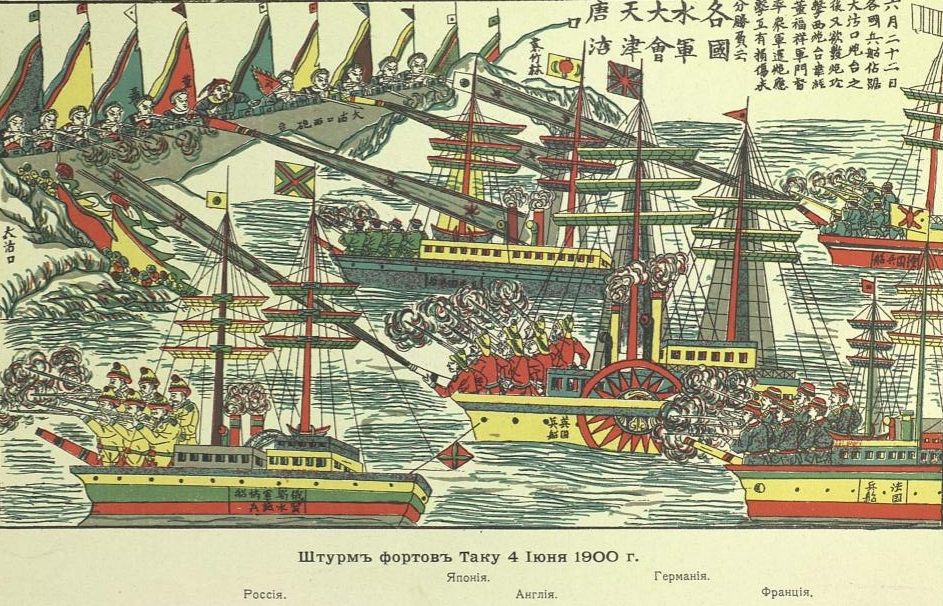
Китайская иллюстрация штурма фортов Дагу.

Около 6 утра канонерки, кроме наиболее поврежденного «Гиляка», снялись с якоря и пошли вниз по реке для бомбардировки Южного (№ 2) и Нового (№ 3) фортов. Десантники повернули захваченные на Северном форте орудия в сторону Южного форта. В 5 часов 52 минуты почти одновременно 2 сильных взрыва на форте № 2, после чего китайцы массами побежали из фортов № 2 и № 3, поражаемые огнём артиллерии и пулемётов. Тут особо пригодились установленные на марсе пулемёты “Гиляка”, которые работая безостановочно, десятками валили бегущих китайских солдат (пулемёты лодки израсходуют 15 000 патронов!). Десантный отряд союзников на лодках под прикрытием двух подошедших с моря русских миноносцев переправился через реку Пейхо и занял полуразрушенный Южный форт. В 6.45 был занят последний Новый форт. Китайский комендант крепости Дагу Ло Юнгуань покончил жизнь самоубийством. Потери штурмового отряда ничтожны: убито и смертельно ранено 7 человек (1 русский, 1 англичанин и 5 японцев), ранено 12.
Китайские войска, потеряв 800 человек убитыми, отступили от Дагу. 18 июня крейсер «Хай-Тиен» был разоружен. Форты Дагу перешли под контроль отрядов стран-союзниц. Южный форт был занят русским гарнизоном (русские также контролировали соседние верфи Дагу, где после боя ремонтировались их канонерки), японцам достался Новый форт, в Северо-Западном форте разместились англичане и итальянцы, в Северном — немцы и австрийцы.

## Итоги боя

Немецкие офицеры у взорванного китайского орудия

После взятия фортов Дагу для союзных войск был открыт прямой путь на Пекин. Уже 18 июня в устье Пейхо прибыла из Порт-Артура русская 3-я Восточно-Сибирская стрелковая бригада под командованием генерала А. М. Стесселя, немедленно двинувшаяся к Тяньцзиню. Следом за русскими стали перебрасывать новые части и другие союзные державы. Для китайского правительства штурм фортов Дагу стал поводом для объявления 21 июня войны Великобритании, Германии, Австро-Венгрии, Франции, Италии, Японии, США и России.
За доблесть в бою канонерские лодки «Гиляк», «Кореец» и «Бобр» были награждены Георгиевскими серебряными рожками с надписью: «За отличие при занятии фортов в Таку 4 июня 1900 года».
Четыре захваченных в Дагу китайских миноносца, построенных в Германии, были разделены между Великобританией, Россией, Германией и Францией. Миноносец «Хай-Хуа», доставшийся России, был назван «Лейтенант Бураков» — в честь погибшего в бою артиллерийского офицера канонерки «Кореец» и в дальнейшем принял участие в Русско-японской войне 1904-1905 годов, будучи самым быстроходным кораблем Порт-Артурской эскадры.